# Kazaky
«Kazáky» (произносится как Каза́ки) — украинская мужская танцевальная группа в составе пятерых профессиональных танцоров, основанная в 2010 году в Киеве.

## О группе
Всё началось, когда Стас Павлов поступил на кафедру современной хореографии, познакомился с уже известным на Украине хореографом Олегом Жежелем, стал членом его шоу-балета «Дельс-Арт» и пригласил туда своего друга Кирилла Федоренко, с которым они учились вместе в КНУКИИ. Через некоторое время к трио присоединился Артур Гаспар. Ребята узнали друг друга, познакомились и начали экспериментировать, пытаясь найти стиль будущей группы. Так в ходе экспериментов родилась, вначале в качестве шутки, а впоследствии ставшая знаменитой, идея с каблуками.
В конце сентября 2010 года вышло дебютное видео группы на их первый сингл — «In the Middle», которое стало настоящим феноменом в Интернете. Затем последовало второе вирусное видео, снятое на этот раз в чёрно-белых тонах, на песню «Love». Коллектив стал настолько популярным, что его начали приглашать на различные фэшн-шоу для выступления на подиуме. Одно из таких выступлений состоялось в начале лета 2011 года в Милане на модном показе новой коллекции Dsquared2 братьев Кейтенов.
Однако в августе коллектив решил покинуть один из участников, Стас Павлов. На его место пришёл итальянский танцор и хореограф Франческо Боргато. С новым участником Kazaky представили два новых музыкальных видео — «Dance and Change» и «Last Night», первый из которых был снят известным клипмейкером Аланом Бадоевым. Группе даже удалось сняться в видеоклипе популярной американской певицы Мадонны на её сингл «Girl Gone Wild». В октябре 2012 года коллектив выпустил свой дебютный студийный альбом, получивший название «The Hills Chronicles».
В начале 2013 года новый участник группы Франческо Боргато ушёл, чтобы начать сольную карьеру. На его место вернулся Стас Павлов, которого больше года заменял ушедший Франческо. Вернувшись к оригинальному составу, Kazaky выпустили два новых видеоролика на синглы «Crazy Law» и «Touch Me». 9 июля 2013 года вышла первая часть второго студийного альбома группы «I Like It», а 12 декабря — его вторая часть.
В ноябре 2013 года из-за травмы колена Олег Жежель прекратил активную деятельность в коллективе. Через год Стас Павлов снова покинул бэнд, на его место пришёл танцор и хореограф Артемий Лазарев.
В 2019 году группа вернулась с песней «Push» и обновлённым составом — пять человек, присоединились Влад Коваль и Женя Гончаренко, режиссёром клипа стал Алан Бадоев.

## Критика и образ
В адрес группы часто звучат обвинения в пропаганде гомосексуализма, а некоторые представители российского казачества считают, что название коллектива оскорбляет и дискредитирует их. В связи с этим концерты коллектива неоднократно срывались во многих городах России, в частности в Ростовской области и в Геленджике. Сами участники объясняли, что название группы не имеет никакого отношения к казачеству, утверждая, что корни названия Kazaky находятся в японском языке.
Основными элементами хореографии группы является акробатический танец и вакинг.

## Состав группы
Текущий:
- Олег Жежель — родился 31 октября 1980 года во Львове. Помимо современного танца, увлекается созданием комиксов и занимается дизайном одежды. Также Олег художник, закончивший художественную школу на «отлично». В 2008 году участвовал в талант-шоу «Танцы без правил» и «Танцуют все!»[11]. После травмы колена в ноябре 2013 года, прекратил участие в выступлениях группы. Теперь занимается постановкой хореографии и организацией гастролей.
- Артур Гаспар (Гаспарян) — родился 22 июня 1984 года в столице Армении, Ереване. До участия в группе Kazaky Артур был солистом классического балета, а также от президента Армении удостоился медали Мовсеса Хоренаци[12]. В настоящее время живёт и тренируется в Нью-Йорке.
- Кирилл Федоренко — родился 5 сентября 1990 года в городе Смела, Черкасской области. Учился на кафедре хореографического искусства Киевского института искусств Национального университета культуры[13]. В 2009 году, участвуя в кастингах шоу «Танцуют все!», вошёл в число 100 лучших танцоров Украины[14][15]. В свободное время увлекается веб-дизайном, интерьерным дизайном и фотографией.
- Влад Коваль — родился 7 июля 1997 года в Кировограде, танцами начал заниматься с раннего детства, гастролировал, преподавал[15].

Бывшие участники:
- Франческо Боргато[англ.] — родился 5 сентября 1990 года в Фиессо-д’Артико, неподалёку от Венеции. До того как стать частью группы Kazaky, Франческо выступал на сцене с певицей Элизой для телеканала «MTV», а также снялся в фильме «Iago». Франческо стал единственным участником Kazaky, открыто признавшим свою гомосексуальную ориентацию[16].
- Стас Павлов (тв. псевдоним; настоящая фамилия — Настенко, имя неизвестно) — родился 13 декабря 1989 года в Донецке. В ранние годы своей жизни занимался боксом, а впоследствии — бальной хореографией. Окончил музыкальную школу в Киеве и факультет режиссуры и хореографии КНУКИИ[17].
- Артемий Лазарев (тв. псевдоним; настоящая фамилия — Лазаренко) — родился 11 февраля 1995 года в городе Кривой Рог. Участником коллектива стал после ухода Стаса Павлова в ноябре 2014 года. Учился народно-сценическому танцу в хореографическом колледже[13]. Дебютировал в музыкальном видео «What you gonna do».
- Женя Гончаренко — занимался танцами с пяти лет, с 14-ти — современной хореографией, снимался в рекламе и видеоклипах[15].

## Хронология
| Период                      | Состав       | Состав           | Состав          | Состав            | Состав          |
| --------------------------- | ------------ | ---------------- | --------------- | ----------------- | --------------- |
| сентябрь 2009 — август 2011 | Артур Гаспар | Кирилл Федоренко | Олег Жежель     | Стас Павлов       | нет             |
| август 2011 — февраль 2013  | Артур Гаспар | Кирилл Федоренко | Олег Жежель     | Франческо Боргато | нет             |
| февраль 2013 — ноябрь 2014  | Артур Гаспар | Кирилл Федоренко | Олег Жежель     | Стас Павлов       | нет             |
| с ноября 2014 — 2019        | Артур Гаспар | Кирилл Федоренко | Олег Жежель     | Артемий Лазарев   | нет             |
| 2019 — 2020                 | Артур Гаспар | Кирилл Федоренко | Артемий Лазарев | Влад Коваль       | Женя Гончаренко |
| с 2020                      | Артур Гаспар | Кирилл Федоренко | Влад Коваль     | Назар Клыпыч      | Дмитрий Кустов  |

## Дискография
Студийные альбомы
- 2012 — «The Hills Chronicles»
- 2013 — «I Like It» (в двух частях)

## Видеография
| Год  | Клип                | Режиссёр        | Альбом               |
| ---- | ------------------- | --------------- | -------------------- |
| 2010 | «In the Middle»     | Евгений Тимохин | The Hills Chronicles |
| 2011 | «Love»              | Евгений Тимохин | The Hills Chronicles |
| 2012 | «Dance and Change»  | Алан Бадоев     | The Hills Chronicles |
| 2012 | «Last Night»        | Евгений Тимохин | The Hills Chronicles |
| 2013 | «Crazy Law»         | Хиндрек Маасик  | I Like It, Pt. 1     |
| 2013 | «Touch Me»          | Хиндрек Маасик  | I Like It, Pt. 1     |
| 2013 | «Doesn’t Matter»    |                 | I Like It, Pt. 1     |
| 2014 | «Magic Pie»         | Иван Кваша      | I Like It, Pt. 1     |
| 2014 | «The Sun»           | Roy Raz         | I Like It, Pt. 2     |
| 2014 | «Pulse»             | Радислав Лукин  | I Like It, Pt. 2     |
| 2014 | «Strange Moves»     | Валерий Бебко   | без альбома          |
| 2015 | «What You Gonna Do» | Радислав Лукин  | I Like It, Pt. 2     |
| 2015 | «Milk-Choc»         | Хиндрек Маасик  | Greatest Songs       |
| 2015 | «Your Style»        | Хиндрек Маасик  | без альбома          |
| 2019 | «Push»              | Алан Бадоев     | будущий альбом       |
| 2020 | «Fucking Beautiful» | Максим Гетман   | будущий альбом       |